# Tumidiclava gilvus
Tumidiclava gilvus is een vliesvleugelig insect uit de familie Trichogrammatidae. De wetenschappelijke naam is voor het eerst geldig gepubliceerd in 1998 door Yousuf, Kumar & Chouhan.